# Cape Evans
Cape Evans er et klippeområde på vestsiden af Ross Island ved Antarktis, der danner nordsiden af indgangen til Erebus Bay.

## Historie
Området blev opdaget den britiske nationaleksepedition til Antarktis, 1901-04 med  Robert Falcon Scott i spidsen, som navngav det "Skuary" efter fuglene. Scotts anden ekspedition Terra Nova-ekspeditionen (1910-13), byggede deres hovedkvarter her, og omdøbte stedet efter løjtnant Edward Evans, Royal Navy, der var næstkommanderende på ekspeditionen. Scotts hovedkvartersbygning eksisterer stadig, og den er kendt som Scott's Hut.